# Zornia intecta
Zornia intecta är en ärtväxtart som beskrevs av Robert H Mohlenbrock. Zornia intecta ingår i släktet Zornia och familjen ärtväxter. Inga underarter finns listade i Catalogue of Life.